# Mourtala Diakité
Mourtala Diakité (n. 1 octombrie 1980, Bamako, Mali) este un fotbalist care evoluează în prezent la clubul portughez Belenenses. În trecut a evoluat pentru Beira-Mar, Boavista, Dinamo și Marítimo.